# Adoniram Judson
Adoniram Judson, Jr. (Malden, Condado de Middlesex, Massachusetts, Estados Unidos 9 de agosto de 1788-Golfo de Bengala, 12 de abril de 1850) fue un misionero congregacionalista y más tarde bautista reformado estadounidense, que sirvió en Birmania durante casi cuarenta años. A la edad de 25 años, Adoniram Judson fue enviado desde Norteamérica a predicar en Birmania. Su misión y trabajo con Luther Rice llevaron a la formación de la primera asociación bautista en Estados Unidos para apoyar a los misioneros.
A veces se le conoce erróneamente como el primer misionero protestante en Birmania, de hecho fue precedido por James Chater y Richard Mardon (quienes llegaron ambos en 1807), así como por Felix Carey. Sin embargo, dado que esos predecesores no permanecieron mucho tiempo, y Judson también tradujo la Biblia al idioma birmano y estableció varias iglesias bautistas en Birmania, Judson es recordado como el primer misionero significativo en Birmania, así como uno de los primeros misioneros de América para viajar al extranjero.

## Biografía

### Primeros años
Judson nació en Malden, Middlesex County, Massachusetts, Estados Unidos el 9 de agosto de 1788. Hijo de Adoniram Judson, Sr., un ministro congregacional y Abigail (de soltera Brown). Judson ingresó al College of Rhode Island & Providence Plantations (ahora Universidad Brown) cuando tenía dieciséis años y se graduó como mejor estudiante de su clase a los diecinueve. Mientras estudiaba en la universidad, conoció a un joven llamado Jacob Eames, un devoto deísta y escéptico. Judson y Eames desarrollaron una fuerte amistad, lo que llevó a Judson a abandonar la fe de su niñez y la instrucción religiosa de sus padres. Durante este tiempo, Judson abrazó los escritos de los filósofos franceses. Después de graduarse de la universidad, Judson abrió una escuela y escribió un libro de texto de gramática y matemáticas en inglés para niñas.
Los puntos de vista deístas de Judson se tambalearon cuando su amigo Eames cayó gravemente enfermo y murió. Ambos habían estado durmiendo en habitaciones separadas en una posada, y Judson escuchó la agonía de la persona de al lado, solo para enterarse por el empleado a la mañana siguiente que su vecino anónimo había sido el Sr. Eames, quien de hecho había muerto. El impacto de conocer la identidad del vecino moribundo, y que Eames había llevado a Judson lejos de la fe cristiana al escepticismo, pero ahora estaba muerto, devolvió a Judson a la fe de su juventud, aunque ya asistía al Seminario Teológico de Andover. En 1808, Judson "se dedicó solemnemente a Dios". Durante su último año en la escuela, Judson decidió emprender una carrera misionera.
En 1810, Judson se unió a un grupo de estudiantes con vocación de misión que se llamaban a sí mismos "los Hermanos". Los estudiantes inspiraron el establecimiento de la primera sociedad misionera organizada de Estados Unidos.  Deseoso de servir en el extranjero, Judson se convenció de que "Asia, con sus miríadas idólatras, era el campo más importante del mundo para el esfuerzo misionero". Él y otros tres estudiantes del seminario comparecieron ante la Asociación General de Congregacionalistas para pedir apoyo. En 1810, impresionados por la cortesía y la sinceridad de los cuatro hombres, los ancianos votaron para formar la Junta Estadounidense de Comisionados para Misiones Extranjeras .

### Matrimonio

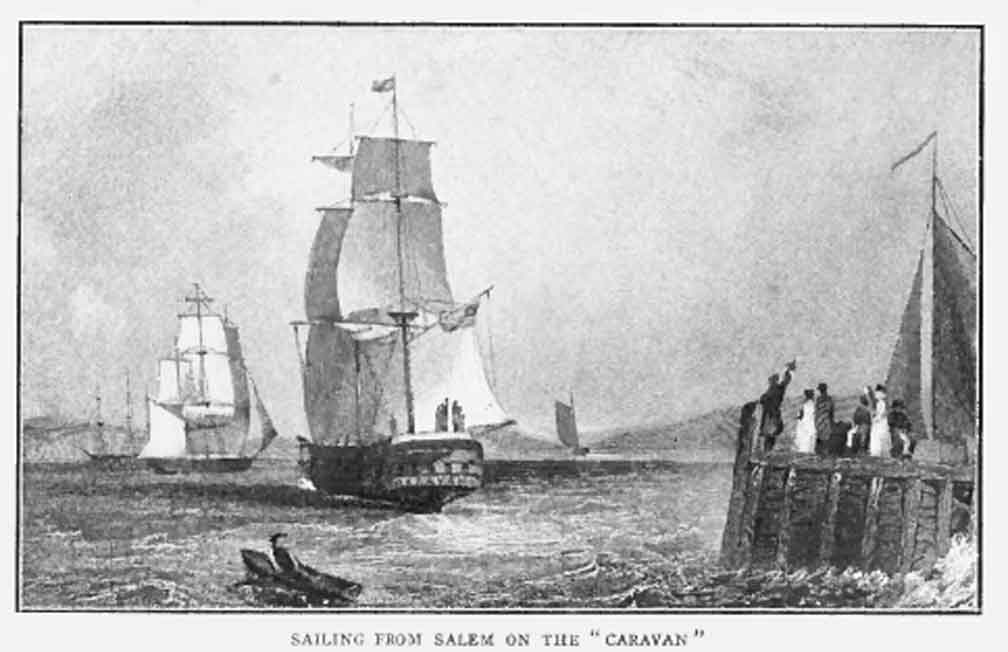
Adoniram Judson zarpó a bordo del bergantín Caravan con Luther Rice; Samuel y Harriet Newell y su esposa, Ann (conocida como "Nancy") Judson.

El 19 de septiembre, Judson fue designado por la Junta Estadounidense de Comisionados para Misiones Extranjeras como misionero en el Este. Judson también fue comisionado por la Iglesia Congregacional, y pronto se casó con Ann Hasseltine el 5 de febrero de 1812. Fue ordenado al día siguiente en la Iglesia Tabernáculo en Salem. El 19 de febrero zarpó a bordo del bergantín Caravan con Luther Rice; Samuel y Harriet Newell y su esposa, Ann (conocida como "Nancy") Judson.

## Antecedentes del ministerio

### Viaje a la India
Los Judson llegaron a Calcuta el 17 de junio de 1812. Mientras estaba a bordo de un barco rumbo a la India, hizo un estudio centrado en la teología del bautismo. Llegó a la posición de que el bautismo de los creyentes era teológicamente válido y debía hacerse como una cuestión de obediencia al mandato de Jesús ( Mateo 28: 19-20 ).
El 6 de septiembre de 1812, se cambió a la denominación bautista junto con su esposa y fueron bautizados por inmersión en Calcuta por un misionero inglés asociado de William Carey llamado William Ward.
Tanto las autoridades locales como las británicas no querían que los estadounidenses evangelizaran a los hindúes en el área, por lo que el grupo de misioneros se separó y buscó otros campos misioneros. La Compañía Británica de las Indias Orientales les ordenó salir de la India a quienes los misioneros estadounidenses eran incluso menos bienvenidos que los británicos (se bautizaron en septiembre, y ya en junio, Estados Unidos había declarado la guerra a Inglaterra). Al año siguiente, el 13 de julio de 1813, se mudó a Birmania y, en el camino, su esposa abortó a su primer hijo a bordo del barco.
Judson se ofreció a los bautistas en los Estados Unidos para servir como su misionero. Luther Rice , quien también se había convertido, tenía mala salud y regresó a Estados Unidos, donde su trabajo y el impulso de William Carey dieron como resultado la formación en 1814 de la primera denominación bautista nacional en los Estados Unidos para Misiones Extranjeras (comúnmente llamada Convención Trienal ) y su rama de la Unión Bautista Misionera Estadounidense.

### Misioneros en Birmania
Fue otro año difícil antes de que los Judson finalmente llegaran a su destino previsto, Birmania. La Birmania budista, según le dijeron a Judson los bautistas de Serampore , era impermeable al evangelismo cristiano. Judson, que ya sabía latín, griego y hebreo, inmediatamente comenzó a estudiar la gramática birmana, pero tardó más de tres años en aprender a hablarla. Esto se debió, en parte, a la radical diferencia de estructura entre el birmano y el de las lenguas occidentales. Encontró un tutor y pasó doce horas diarias estudiando el idioma. Él y su esposa se dedicaron firmemente a comprenderlo.
Durante este tiempo estuvieron casi completamente aislados del contacto con cualquier europeo o americano. Este fue el caso durante sus primeros tres años en Birmania. Pasaron cuatro años antes de que Judson se atreviera siquiera a realizar un servicio semipúblico. Al principio, intentó adaptarse a las costumbres birmanas vistiendo una túnica amarilla para identificarse como maestro de religión, pero pronto se cambió a blanco para demostrar que no era budista. Luego, renunció a todo el intento por considerarlo artificial y decidió que, independientemente de su vestimenta, ningún birmano lo identificaría como otra cosa que no fuera un extranjero.

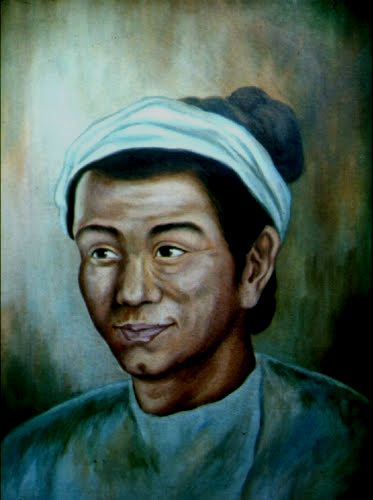
Nai Naw, el primer converso al cristianismo

Se acomodó a algunas costumbres birmanas y construyó un zayat , el refugio habitual de recepción de bambú y paja, en la calle cerca de su casa como sala de recepción y lugar de reunión para los hombres birmanos. Quince hombres asistieron a su primera reunión pública en abril de 1819. Se sintió animado, pero sospechaba que habían venido más por curiosidad que por cualquier otra cosa. Su atención vagó y pronto parecieron desinteresados. Dos meses después, bautizó a su primer converso birmano, Maung Naw, un trabajador maderero de 35 años de las tribus de las montañas. "Birmania Baptist Chronicle" declaró que Maung Naw ( Nai Naw) era un Mon étnico .
Los primeros intentos de los Judson de interesar a los nativos de Rangún con el Evangelio de Jesús se encontraron con una indiferencia casi total. Las tradiciones budistas y la cosmovisión birmana en ese momento llevaron a muchos a ignorar las súplicas de Adoniram y su esposa de creer en un Dios vivo y todopoderoso. Para aumentar su desaliento, su segundo hijo, Roger William Judson, murió a los casi ocho meses de edad.
Judson completó la traducción de los Avisos gramaticales de la lengua birmana en julio siguiente y el Evangelio de Mateo, en 1817. Judson comenzó la evangelización pública en 1818 sentado en un zayat al borde de la carretera gritando "¡Eh! ¡Todo el que tenga sed de conocimiento!" El primer creyente se bautizó en 1819, y había 18 creyentes en 1822.
En 1820, Judson y un compañero misionero llamado Colman intentaron presentar una petición al emperador de Birmania, el rey Bagyidaw , con la esperanza de que concediera libertad a los misioneros para predicar y enseñar en todo el país, así como eliminar la sentencia de muerte que estaba impuesta, dado a los birmanos que cambiaron de religión.
Bagyidaw hizo caso omiso de su apelación y tiró al suelo uno de sus tratados del Evangelio después de leer algunas líneas. Los misioneros regresaron a Rangún y se reunieron con la iglesia incipiente allí para considerar qué hacer a continuación. El progreso del cristianismo continuaría siendo lento con mucho riesgo de peligro y muerte en el Imperio birmano.
Judson tardó 12 años en conseguir 18 conversos. Sin embargo, había mucho para animarlo. Había escrito una gramática del idioma que todavía se usa hoy y había comenzado a traducir la Biblia.
Su esposa, Ann, dominaba aún más el idioma hablado de la gente que su marido, que tenía más conocimientos académicos. Se hizo amiga de la esposa del virrey de Rangún , tan pronto como lo hizo con trabajadores y mujeres analfabetos.
Se había enviado una imprenta desde Serampore, y un impresor misionero, George H. Hough, que llegó de Estados Unidos con su esposa en 1817, produjo los primeros materiales impresos en birmano jamás impresos en Birmania, que incluían 800 copias de la traducción de Judson del Evangelio de Mateo. El cronista de la iglesia, Maung Shwe Wa, concluye esta parte de la historia: "Así nació la iglesia en Rangún: leñador y pescador, pobres y ricos, hombres y mujeres. Uno recorrió todo el camino hacia Cristo en tres días. Otro tardó dos años. Pero una vez que se decidieron por Cristo, eran suyos para siempre ".
Uno de los primeros discípulos fue U Shwe Ngong, maestro y líder de un grupo de intelectuales insatisfechos con el budismo, que se sintieron atraídos por la nueva fe. Era un escéptico deísta para cuya mente la predicación de Judson, una vez un escéptico universitario, fue singularmente desafiante. Después de considerarlo, le aseguró a Judson que estaba listo para creer en Dios, Jesucristo y la expiación.

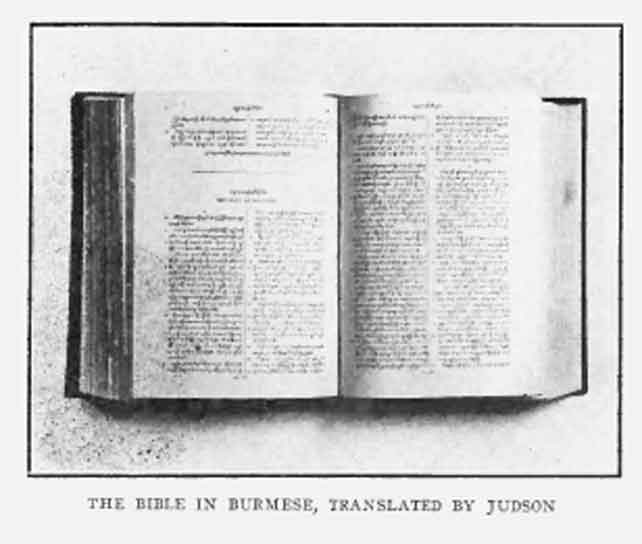
La Biblia en birmano traducida por Judson

Judson, en lugar de darle la bienvenida a la fe, lo presionó aún más para preguntarle si creía lo que había leído en el evangelio de Mateo de que Jesús, el hijo de Dios, murió en la cruz. U Shwe Ngong negó con la cabeza y dijo:
"Ah, me has atrapado ahora. Creo que sufrió la muerte, pero no puedo creer que sufrió la vergonzosa muerte en la cruz".
Poco después, regresó para decirle a Judson:
"He estado confiando en mi propia razón, no en la palabra de Dios ... Ahora creo en la crucifixión de Cristo porque está contenida en las Escrituras".
La esencia de la predicación de Judson fue una combinación de la convicción de la verdad con la racionalidad de la fe cristiana, una creencia firme en la autoridad de la Biblia y la determinación de hacer que el cristianismo sea relevante para la mente birmana sin violar la integridad de la verdad cristiana. o como él dijo, "predicar el evangelio, no el antibudismo".
Para 1823, diez años después de su llegada, la membresía de la pequeña iglesia había aumentado a 18, y Judson finalmente había terminado el primer borrador de su traducción del texto completo del Nuevo Testamento en birmano.

### Guerra anglo-birmana
Dos hambres irreconciliables desencadenaron la primera guerra anglo-birmana de 1824: el deseo de Birmania de más territorio y el deseo de Gran Bretaña de más comercio. Birmania amenazó a Assam y Bengala; Gran Bretaña respondió atacando y absorbiendo dos provincias birmanas en sus posesiones de la India para ampliar sus rutas comerciales al este de Asia. La guerra fue una brusca interrupción del trabajo misionero de los bautistas. Los estadounidenses de habla inglesa se confundían con demasiada facilidad con el enemigo y se sospechaba que eran espías.
Judson fue encarcelado durante 17 meses durante la guerra entre el Reino Unido y Birmania, primero en Ava y luego en Aung Pinle, Judson y Price fueron arrestados violentamente. Los oficiales dirigidos por un verdugo oficial irrumpieron en la casa de Judson, arrojaron a Judson al suelo frente a su esposa, lo ataron con correas de tortura y lo arrastraron a la infame prisión de muerte plagada de alimañas de Ava.
Doce agonizantes meses después, Judson y Price, junto con un pequeño grupo de prisioneros occidentales supervivientes, marcharon por tierra, descalzos y enfermos, durante seis meses más de miseria en una aldea primitiva cerca de Mandalay. De los cipayos británicos prisioneros de guerra encarcelados con ellos, todos menos uno murieron.
Los sufrimientos y brutalidades de esos 20 largos meses y días en prisión, medio muerto de hambre, con grilletes de hierro y, a veces, atado y suspendido por sus pies destrozados con solo la cabeza y los hombros tocando el suelo, lo describe en detalle su esposa, poco después de su muerte. lanzamiento.
Ann fue quizás el modelo más grande de valor supremo. Haciendo caso omiso de todas las amenazas contra ella misma, dejada sola como la única mujer occidental en una monarquía absoluta y anticristiana en guerra con Occidente, acosada por fiebres furiosas y amamantando a un pequeño bebé que su esposo aún no había visto, corrió de la oficina a oficina en un intento desesperado por mantener vivo a su marido y ganar su libertad.
El final de la guerra debería haber sido un momento de regocijo por la misión. Tan pronto como su esposo fue liberado por los birmanos, Ann escribió que un buen resultado de la guerra podría ser que los términos del tratado que cedía las provincias birmanas a los británicos podrían brindar la oportunidad de expandir el testimonio de la misión a partes no alcanzadas del país. .
El 24 de octubre de 1826, Ann murió en Amherst (ahora Kyaikkami), Birmania, víctima de los largos y espantosos meses de enfermedad, muerte, estrés y soledad que había sido suya durante 21 meses. Su tercer hijo murió seis meses después. Murió mientras su esposo estaba explorando la provincia cedida de Tenasserim. Fue en las salvajes colinas de esa provincia recién británica de Tenasserim donde comenzaron los primeros signos de rápido crecimiento del cristianismo protestante en Birmania. A los pocos años del final de la guerra, la membresía bautista se duplicó en un promedio de cada ocho años durante los 32 años entre 1834 y 1866.
El colapso de los ejércitos de Birmania sacó a Judson de la prisión, pero su liberación no supuso la libertad total. En 1826, varios meses después de la rendición, Birmania presionó a Judson como traductor para las negociaciones de paz. Algunos han utilizado la aceptación de Judson de un papel en las negociaciones del tratado como evidencia de complicidad con el imperialismo , pero primero actuó en nombre de los birmanos derrotados como traductor, no de los vencedores occidentales.
Tres factores importantes tuvieron una parte, aunque no la única, en el surgimiento de las iglesias bautistas birmanas. La mayor parte del crecimiento se produjo en territorio gobernado por los británicos, en lugar del reino gobernado por los birmanos. También puede ser significativo que después de una guerra anglo-birmana, los misioneros fueran estadounidenses, no británicos. El factor más revelador fue la religión. La mayor parte del crecimiento provino de tribus animistas, más que del principal grupo de población, los budistas birmanos. El primer pastor birmano que ordenó fue Ko-Thah-a , uno del grupo original de conversos, que volvió a fundar la iglesia en Rangún.

### Apóstol Karen

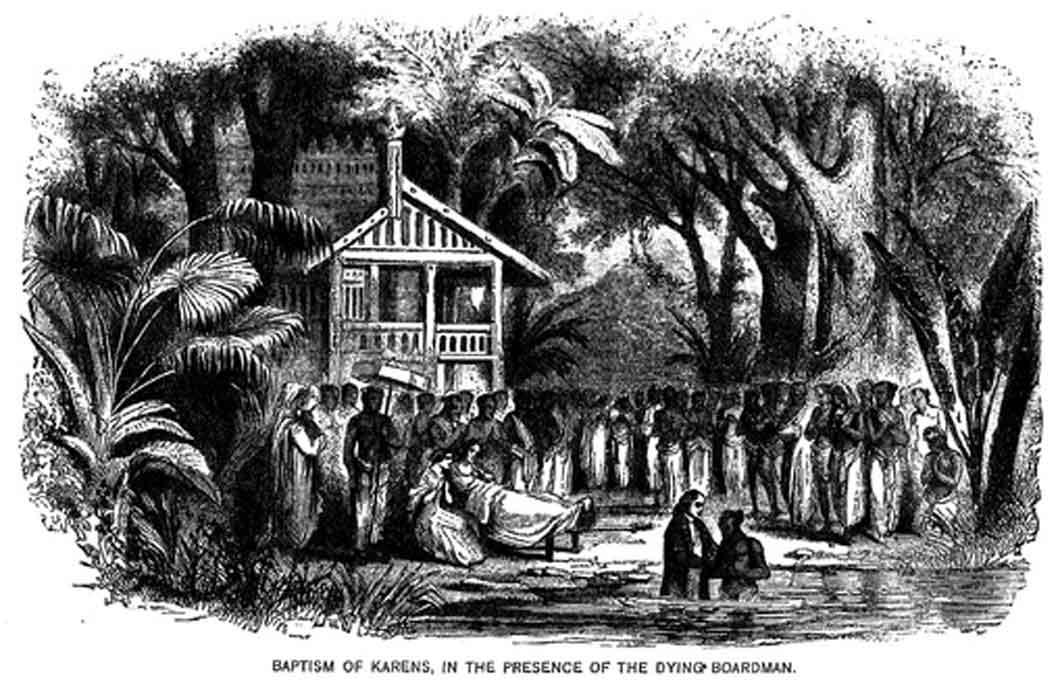
Bautismo del pueblo Karen en presencia del moribundo George Boardman

Si bien la nación era birmana, una provincia perdida de Gran Bretaña, y los misioneros eran estadounidenses, el apóstol de ese primer avance evangelístico numéricamente significativo no fue ni birmano, ni británico ni estadounidense. Era un Karen , Ko Tha Byu . El mérito también se debe a los tres pioneros misioneros del pueblo Karen, George Boardman y su esposa, Sarah; y Adoniram Judson.
El pueblo Karen era un grupo minoritario primitivo y perseguido de ancestros tibeto-birmanos antiguos esparcidos en los bosques y selvas del río Salween y en las colinas a lo largo de la costa sureste. Judson fue el primer misionero en hacer contacto con ellos en 1827, cuando rescató y liberó a un esclavo por deudas de uno de sus primeros conversos. El esclavo liberado, Ko Tha Byu, era un hombre hosco y analfabeto que casi no hablaba birmano y tenía fama de ser no solo un ladrón, sino también un asesino que admitió haber matado al menos a 30 hombres, pero no recordaba exactamente cuántos más.
En 1828, el ex bandido del pueblo Karen, "cuyo genio, energía y celo rudos e indisciplinados por Cristo" (Sarah B Judson) había captado la atención de los misioneros, fue enviado al sur con una nueva pareja de misioneros, los Boardman, en el territorio del pueblo Karen, fuertemente animista y no budista. Ko Tha Byu apenas se bautizó, cuando se dirigió solo a la jungla para predicar a sus compañeros de tribu. Sorprendentemente, los encontró preparados para su predicación. Sus antiguas tradiciones de oráculos, transmitidas durante siglos, contenían algunos ecos sorprendentes del Antiguo Testamento que algunos eruditos conjeturan un vínculo con las comunidades judías (o posiblemente incluso con los nestorianos ), antes de sus migraciones desde el oeste de China a Birmania quizás ya en el siglo XII.
El núcleo de lo que llamaron su "Tradición de los Ancianos" era la creencia en un Dios inmutable, eterno y todopoderoso, creador del cielo y la tierra, del hombre y de la mujer formado a partir de una costilla tomada del hombre (Génesis). Creían en la tentación de la humanidad por un diablo y su caída, y que algún día un Gran Mesías vendría a rescatarlo. Vivían a la espera de la profecía de que los extranjeros blancos les llevarían un rollo de pergamino sagrado.
Mientras los Boardman y Ko Tha Byu penetraban en las junglas del sur, Judson se sacudió de un año de asedio paralizante de depresión que se apoderó de él después de la muerte de su esposa y se embarcó solo en largos viajes en canoa por el río Salween hacia el tigre. -Junglas infestadas para evangelizar el norte de Karen. Entre viajes, trabajó incesantemente en su objetivo de toda la vida de traducir la Biblia completa al birmano. Cuando por fin lo terminó en 1834, había estado trabajando en él durante 24 años. Fue impreso y publicado en 1835.
En abril de ese mismo año, se casó con Sarah Hall Boardman, viuda del compañero misionero George Boardman . Tuvieron ocho hijos, cinco de los cuales sobrevivieron hasta la edad adulta. La salud de Sarah comenzó a fallar y los médicos recomendaron regresar a Estados Unidos. Sarah murió en el camino a St. Helena el 1 de septiembre de 1845. Continuó a su casa, donde fue recibido como una celebridad y recorrió la costa este levantando el perfil y el dinero para la actividad misional. Debido a que apenas podía hablar más que un susurro, debido a una enfermedad pulmonar, sus discursos públicos se realizaban hablando con un asistente, que luego se dirigía a la audiencia.
El 2 de junio de 1846, Judson se casó por tercera vez con la escritora Emily Chubbuck,  quien había encargado que escribiera memorias para Sarah Hall Boardman. Tuvieron una hija nacida en 1847.
Judson vivió para aprobar y dar la bienvenida a las primeras mujeres solteras como misioneras en Birmania. Hasta ahora, una regla general de la misión había impedido esos nombramientos. Judson dijo que era "probablemente una buena regla, pero nuestras mentes no deberían estar cerradas" a hacer excepciones. Las dos primeras excepciones fueron extraordinarias.
Sarah Cummings y Jason Tuma llegaron en 1832. Cummings demostró su valía de inmediato, eligiendo trabajar sola con los evangelistas de Karen en el valle del río Salween azotado por la malaria al norte de Moulmein , pero en dos años murió de fiebre.
En 1835, una segunda mujer soltera, Eleanor Macomber , después de cinco años de misión con los indios Ojibway en Míchigan , se unió a la misión en Birmania. Sola, con la ayuda de los asistentes de evangelización de Karen, plantó una iglesia en una aldea remota de Karen y la alimentó hasta el punto en que podría ser puesta bajo el cuidado de un misionero común. Vivió allí cinco años y murió de fiebre selvática.
Judson desarrolló una grave enfermedad pulmonar y los médicos le recetaron un viaje por mar como cura. El 12 de abril de 1850, murió a la edad de 61 años a bordo de un barco en la bahía de Bengala y fue enterrado en el mar, después de haber pasado 37 años en el servicio misional en el extranjero con solo un viaje de regreso a Estados Unidos. Se construyó un monumento a Judson en Burial Hill en Plymouth, Massachusetts.

## Legado

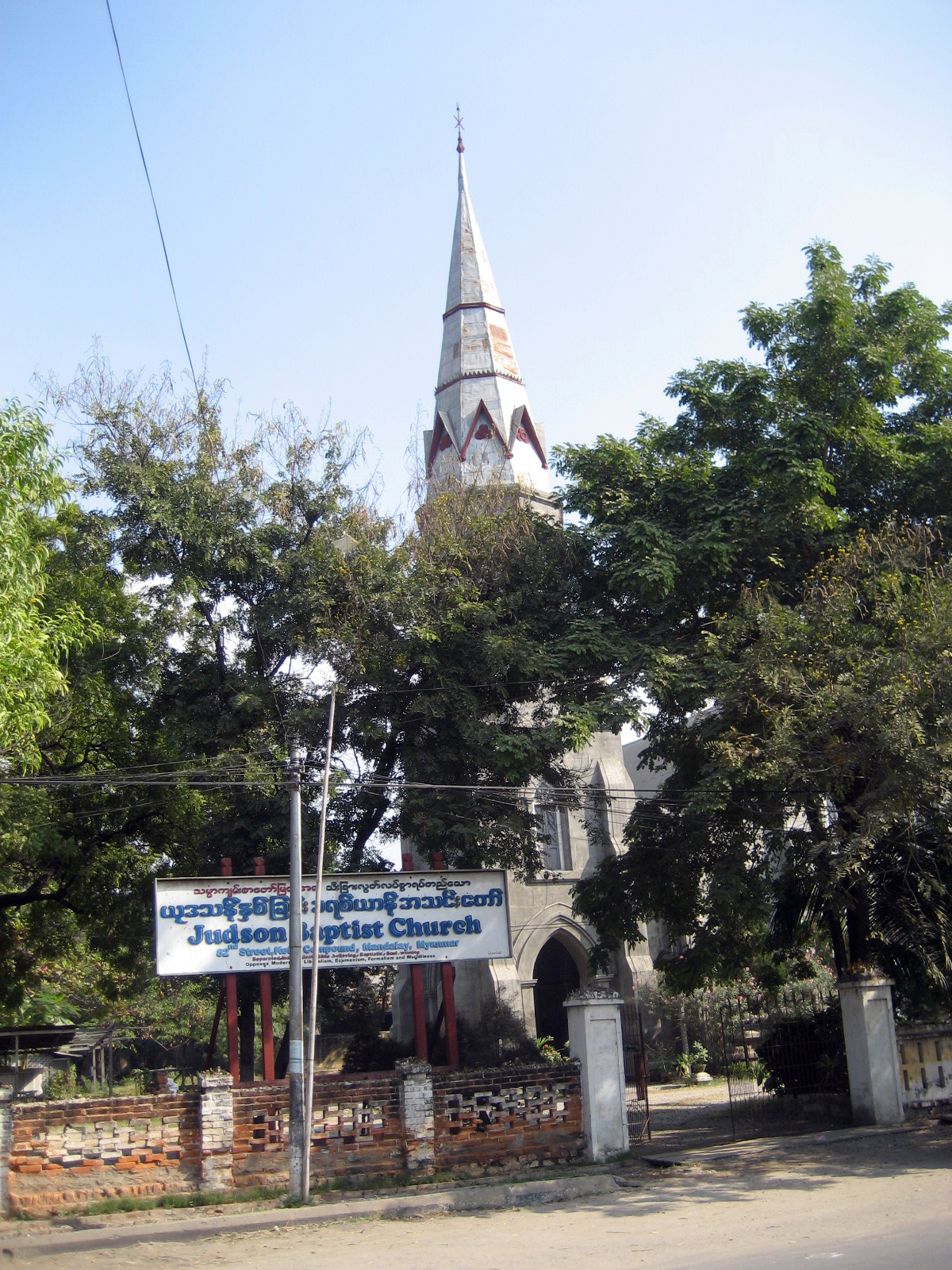
Judson Memorial Baptist Church, en Mandalay, Myanmar.

Cuando Judson comenzó su misión en Birmania, se propuso traducir la Biblia y fundar una iglesia de 100 miembros antes de su muerte. En el momento de su muerte, había logrado esos objetivos y más: dejar la Biblia traducida, así como un diccionario birmano-inglés a medio completar (discutido a continuación), 100 iglesias y más de 8,000 creyentes. En gran parte debido a su influencia, Myanmar tiene el tercer mayor número de bautistas en todo el mundo, detrás de Estados Unidos e India. La mayoría de los adherentes son Karen , Kachin y Zomi People.
Judson compiló el primer diccionario birmano- inglés ; el misionero EA Steven completó la mitad inglés-birmano. Todos los diccionarios y gramática escritos en Birmania en los últimos dos siglos se han basado en los creados originalmente por Judson. Judson "se convirtió en un símbolo de la preeminencia de la traducción de la Biblia para" los misioneros protestantes.  En la década de 1950, el primer ministro budista de Birmania, U Nu, dijo al Consejo Cristiano de Birmania:
"Oh, no, no es necesaria una nueva traducción. Judson captura el idioma y el idioma del birmano a la perfección y es muy claro y comprensible".  

Aunque la Biblia se ha traducido en numerosas ocasiones al birmano, la traducción de Judson sigue siendo la versión más popular en Myanmar.

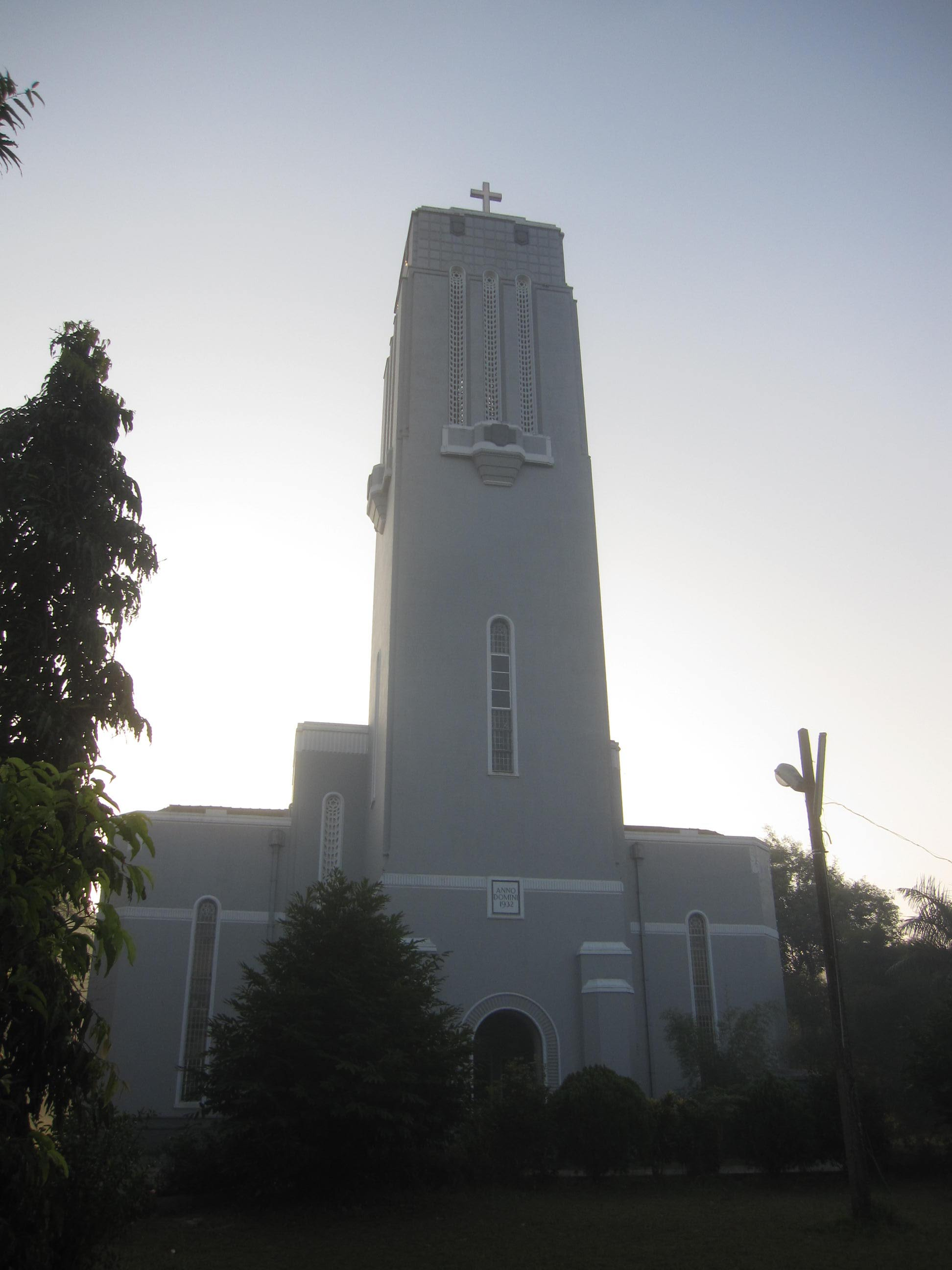
Judson Church, Universidad de Rangún

Cada julio, las iglesias bautistas de Myanmar celebran el "Día de Judson", que conmemora su llegada como misionero. Dentro del campus de la Universidad de Yangon se encuentra Judson Church, nombrada en su honor, y en 1920 Judson College, nombrado en su honor, se fusionó con Rangoon College, que desde entonces ha pasado a llamarse Universidad de Yangon.  La Universidad Americana nombrada en su honor Judson University fue fundada en Elgin, Illinois , en 1963, cuando el Judson College de artes liberales se separó del Northern Baptist Theological Seminary , que se trasladó de Chicago a Lombard, Illinois . Este Judson College estadounidense se convirtió en Judson University en 2007 y ahora también tiene un campus enRockford, Illinois .
El cambio de Judson a la validez del bautismo de los creyentes, y la subsiguiente necesidad de apoyo, llevaron a la fundación de la primera organización bautista nacional en los Estados Unidos y, posteriormente, a todas las asociaciones bautistas estadounidenses, incluidos los bautistas del sur que fueron los primeros en romper con la organización nacional. La publicación de las cartas de su esposa Ann sobre su misión inspiró a muchos estadounidenses a convertirse en misioneros cristianos oa apoyarlos. Al menos 36 iglesias bautistas en los Estados Unidos llevan el nombre de Judson, así como la ciudad de Judsonia, Arkansas. Judson College en Alabama lleva el nombre de su esposa Ann y un dormitorio en la Universidad Bautista Maranatha lleva su nombre para inspirar a los ministros jóvenes. Christian Union es propietario y opera un centro ministerial que lleva su nombre en su alma mater de pregrado, la Universidad de Brown. Su seminario alma mater, Andover Theological Seminary, (ahora Andover Newton Theological School), nombró su prestigioso premio anual como The Judson Award.
Judson es honrado con una fiesta en el calendario litúrgico de la Iglesia Episcopal (EE. UU.) El 12 de abril.
Judson Harmon, un exgobernador de Ohio, recibió su nombre.
En la Segunda Guerra Mundial, el barco de la libertad de los Estados Unidos SS Adoniram Judson fue nombrado en su honor.
El ministro Bautista del Libre Albedrío Devin Lyle Cominskie y su esposa Victoria Lynn Cominskie nombraron a su primer hijo Judson Deland Cominskie en su honor.

## Obras publicadas
- Biblia birmana, así como porciones publicadas antes de que se tradujera todo el texto.
- Un diccionario birmano-inglés (la parte inglés-birmano se completó póstumamente, ver más abajo)
- Una gramática birmana
- Dos himnos: Padre nuestro, Dios, que estás en los cielos y ven Espíritu Santo, Paloma Divina.

## Lectura adicional
- Anderson, Courtney. A la orilla dorada: La vida de Adoniram Judson (Little, Brown, 1956), La biografía estándar
- Brackney, William H. "El legado de Adoniram Judson". Boletín Internacional de Investigación Misionera 22.3 (1998): 122+ en línea
- Bradshaw, Robert I. "la vida y obra de Adoniram Judson, misionero en Birmania". (1992). en línea
- Duessing, Jason G. 2012. Adoniram Judson: Una apreciación del bicentenario del misionero estadounidense pionero . B & H Académico.
- James, Helen. "Adoniram Judson y la creación de un discurso misionero en la Birmania precolonial". Revista de estudios de Birmania 7.1 (2002): 1-28. en línea
- Judson, Edward. La vida de Adoniram Judson (1883) en línea .
- Neill, Stephen. Una historia de las misiones cristianas (Penguin Books, 1986) págs. 293–95
- Wayland, Francis. 1853. Memorias de la vida y la labor del reverendo Adoniram Judson.
- Torbet, Robert. 1955. Venture of Faith: The Story of the American Baptist Missionary Society
- Leonard, Bill J., editor. 1994. Diccionario de Bautistas en América.
- Enciclopedia de los bautistas del sur, Norman W. Cox, editor
- Enciclopedia Birmana: Vol 12, p-444, impreso en 1966